# Leucaspis
Leucaspis är ett släkte av insekter som beskrevs av Victor Antoine Signoret 1869. Leucaspis ingår i familjen pansarsköldlöss.

## Dottertaxa tillLeucaspis, i alfabetisk ordning[1][2]
- Leucaspis brittini
- Leucaspis bugnicourti
- Leucaspis carpodeti
- Leucaspis coniferarum
- Leucaspis cordylinidis
- Leucaspis einnamomum
- Leucaspis elaeocarpi
- Leucaspis fulchironiae
- Leucaspis gigas
- Leucaspis greeni
- Leucaspis hoheriae
- Leucaspis incisa
- Leucaspis knemion
- Leucaspis lowi
- Leucaspis machili
- Leucaspis manii
- Leucaspis maskelli
- Leucaspis melicytidis
- Leucaspis mixta
- Leucaspis morrisi
- Leucaspis ohakunensis
- Leucaspis pini
- Leucaspis pittospori
- Leucaspis podocarpi
- Leucaspis portaeaureae
- Leucaspis pusilla
- Leucaspis riccae
- Leucaspis senilobata
- Leucaspis signoreti
- Leucaspis stricta
- Leucaspis vitis